# Ostrovica
Ostrovica es una localidad de Croacia en el ejido del municipio de Lišane Ostrovičke, condado de Zadar.

## Historia
Ostrovica fue una importante ciudad medieval. Contenía una fortaleza estratégica, por lo que los historiadores la han llamado la «clave de Zadar».
Hasta 1347, el fuerte era propiedad de los príncipes Bribirski, y luego, a cambio de la fortaleza de Zrin, pasó a manos del rey Ludovik Anjuvin. A partir de entonces, fue gobernado por príncipes croatas, vasallos de Venecia.
Ostrovica y el cercano Skradin representaron la herencia del hermano de Hrvo, Ban Vuk Vukčić Hrvatinić. Después de la muerte de Vuk Vukčić, la propiedad pasó a manos de su esposa Anka y sus hijas Katarina y Jelena. El matrimonio de Sandal Hranic y Katarina tuvo lugar durante el primer semestre de 1405. Ostrovica y Skradin, como dote, se convirtieron en una posesión conjunta de Sandal y los herederos anteriores, su suegra y su esposa. 
Sandalj Hranic y su nuera Anka vendieron Ostrovica a los venecianos por 5.000 ducados. La decisión se tomó en diciembre de 1410 y el contrato se ejecutó en abril de 1411 en Zadar.
Hasta la reorganización territorial en Croacia, era parte del antiguo municipio de Benkovac.

## Geografía
Se encuentra a una altitud de 178 m s. n. m. a 327 km de la capital nacional, Zagreb.

## Demografía
En el censo 2011 el total de población de la localidad fue de 86 habitantes.
| Gráfica de población de Ostrovica 1857-2011                         |
|                                                                     |
| Según los censos de población de la oficina estadística de Croacia. |